# Billdal
Billdal est une localité de Suède située dans la commune de Kungsbacka du comté de Halland et dans la commune de Göteborg du comté de Västra Götaland. En 2010, elle compte 10 289 habitants. Elle s'étend sur 10,14 km2.